# تانیا گنادی
تانیا گُنادی (انگلیسی: Tania Gunadi؛ زادهٔ ۲۹ ژوئیهٔ ۱۹۸۳) یک هنرپیشه اهل ایالات متحده آمریکا است. وی از سال ۲۰۰۱ میلادی تاکنون مشغول فعالیت بوده‌است.

## گزیدهٔ آثار

### سینما
- مدح (۲۰۰۴)

### تلویزیون
- تغییرشکل‌دهندگان: پرایم (۲۰۱۰)
- فیلادلفیا همیشه آفتابی است (۲۰۰۷)